# Corydalis triternatifolia
Corydalis triternatifolia är en vallmoväxtart som beskrevs av Cheng Yih Wu. Corydalis triternatifolia ingår i släktet nunneörter, och familjen vallmoväxter. Inga underarter finns listade i Catalogue of Life.